# 오사카·아이치·기후 연쇄 린치 살인 사건
오사카·아이치·기후 연쇄 린치 살인 사건(일본어: 大阪・愛知・岐阜連続リンチ殺人事件)은 1994년 9월 28일부터 11일간 일본 오사카부 아이치현 기후현 3부현에서 발생한 불량소년그룹에 의한 연속살인사건이다. 폭력단에 소속된 미성년자 범행 그룹이 산푸현에서 11일간 4명의 젊은이들을 린치하여 살해한 사건이다. 체포된 10명중 주범격인 소년 3명은 체포 후에도 방약무인한 언동을 반복하여 사형을 선고받았다. 11일간 4명이 살해당했고 1명은 부상당했으며 2011년 3월 10일 3명의 사형이 확정됐다.